# Anżeła Wołkowa
Anżeła Wasiljewna Wołkowa (ros. Анжела Васильевна Волкова; ur. 29 czerwca 1974) – rosyjska szablistka reprezentująca Azerbejdżan, trzykrotna medalistka mistrzostw świata.
W 1994 roku, startując w barwach Rosji, zdobyła drużynowo brązowy medal na mistrzostwach świata juniorów.
Podczas mistrzostw świata w Seulu w 1999 roku reprezentantki Azerbejdżanu w składzie: Jelena Żemajewa, Anżeła Wołkowa i Tatjana Djaczenko zdobyły brązowy medal w turnieju drużynowym. Wynik ten powtórzyła na mistrzostwach świata w Lizbonie w 2002 roku oraz rozgrywanych rok później mistrzostwach świata w Hawanie.
Nigdy nie wzięła udziału w igrzyskach olimpijskich.
Zdobyła również brązowe medale drużynowo na mistrzostwach Europy w Moskwie (2002) i mistrzostwach Europy w Bourges (2003).